# Kazanów (Ukraina)
Kazanów (ukr. Казанів) – wieś na Ukrainie, w obwodzie iwanofrankiwskim, w rejonie kołomyjskim. Miejscowość wydzielona ze wsi Korszów położona na zachód od stacji i linii kolejowej.